# Le Roy (Minnesota)
Pour les articles homonymes, voir Le Roy.
Le Roy est une ville américaine située dans le Comté de Mower, dans le Minnesota. Selon le recensement de 2010, sa population est de 929 habitants.

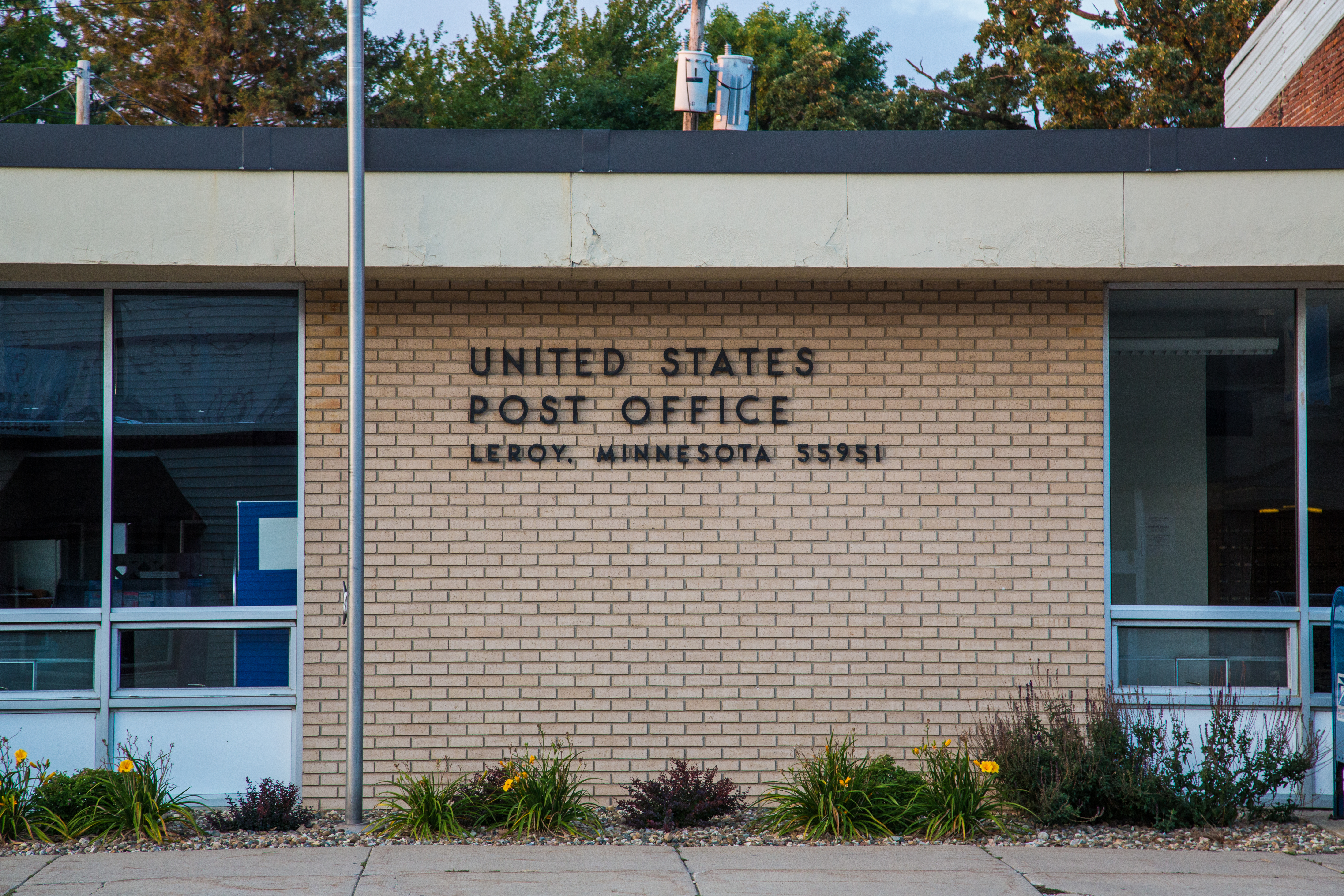
Bureau de poste